# Luke Valenti
Pour les articles homonymes, voir Valenti (homonymie).
Luke Valenti, né le 5 juin 2004 à Orangeville (Ontario), est un coureur cycliste canadien.

## Biographie
En 2021, Luke Valenti se classe notamment quatrième du championnat panaméricain de cyclo-cross juniors (moins de 19 ans). L'année suivante, il termine meilleur grimpeur du Tour de l'Abitibi. Il devient également champion du Canada de cyclo-cross dans la catégorie espoirs (moins de 23 ans).
Pour la saison 2023, il s'engage avec l'équipe continentale Ecoflo Chronos, qui forme de jeunes coureurs canadiens. Bon grimpeur, il se distingue au mois de juin en remportant le Tour de Beauce,.

## Palmarès sur route

### Par années
- 2023
  - Classement général du Tour de Beauce
- 2025
  - 2e du championnat du Canada sur route espoirs

### Classements mondiaux
| Année                                 | 2023  | 2024  |
| ------------------------------------- | ----- | ----- |
| Classement mondial                    | 1201e | 1768e |
|                                       |       |       |
| Légende : nc = non classéSource : UCI |       |       |

## Palmarès en cyclo-cross
- 2021-2022
  - 4e du championnat panaméricain de cyclo-cross juniors
- 2022-2023
  -  Champion du Canada de cyclo-cross espoirs
  - 7e du championnat panaméricain de cyclo-cross espoirs
- 2023-2024
  -  Médaillé d'argent du championnat panaméricain de cyclo-cross espoirs
  - 2e du championnat du Canada de cyclo-cross